# Gymnangium exsertum
Gymnangium exsertum is een hydroïdpoliep uit de familie Aglaopheniidae. De poliep komt uit het geslacht Gymnangium. Gymnangium exsertum werd in 1962 voor het eerst wetenschappelijk beschreven door Millard. 